# زیدوودین
زیدوودین (به انگلیسی: ZIDOVUDINE)
رده درمانی: داروهای ضد ویروس
اشکال دارویی: کپسول، شربت

## مکانیسم اثر
زیدوودین با مهار آنزیم ترانس کریپتاز معکوس ویروسی، تکثیر ویروس را مهار می‌کند.

## موارد مصرف
زیدوودین در درمان عفونت ناشی از ویروس HIV، مانند سندرم نقص اکتسابی سیستم ایمنی (AIDS) و پیشگیری‌از انتقال نارسایی ایمنی بکار می‌رود.

## متابولیسم دارو
جذب دارو از مجرای گوارش سریع و تقریباً کامل است، هر چند به علت متابولیسم عبور اول در کبد، فراهم زیستی دارو حدود ۶۵٪ می‌باشد. مصرف غذای چرب باعث کاهش میزان و سرعت جذب دارو می‌شود. دارو از سدخونی - مغزی عبور می‌کند. این دارو از جفت عبور می‌کند. متابولیسم دارو کبدی است. نیمه عمر آن ۱ ساعت و دفع آن کلیوی است. غلظت دارو ۱/۵ - ۰/۵ ساعت پس از مصرف به حداکثر می‌رسد.

## عوارض جانبی
کم‌خونی، کاهش گلبولهای سفید یا نوتروفیل‌ها، تغییر در تعداد پلاکت‌ها، سردرد شدید، بی‌خوابی، دردعضلانی و تهوع از عوارض جانبی مهم و نسبتاً شایع دارو می‌باشند.